# Suldal
Suldal este o comună din provincia Rogaland, Norvegia.
Se află cu cel mai înalt punct în Vassdalseggi[*], la 1.658,175 m. Are o suprafață de 1.736,65 km². Populația este de 3.815 locuitori, determinată în 1 ianuarie 2023, prin Folkeregisteret[*].